# Benjamin Förster (Fußballspieler)
Benjamin Förster (* 14. November 1989 in Karl-Marx-Stadt) ist ein deutscher Fußballspieler.

## Karriere
Mit dem Fußballspielen begann Benjamin Förster in seiner Heimatstadt beim Stadtteilklub SG Handwerk Rabenstein. Von 1996 bis 2014 spielte er, bis auf eine einjährige Unterbrechung bei der TSV IFA Chemnitz, beim Chemnitzer FC. Mit den A-Junioren des CFC schaffte er zwei Mal den Klassenerhalt in der A-Junioren-Bundesliga und steuerte dazu 31 Treffer bei. Am 25. November 2007 gab er sein Liga-Debüt für die erste Mannschaft in der Oberliga Nordost-Süd, als er bei der Partie gegen Budissa Bautzen eingewechselt wurde. Bereits 2008 hinderten ihn hartnäckige Rückenschmerzen für neun Monate am Spielen. Auch nach mehreren Arztbesuchen war keine Lösung für dieses Problem in Sicht, so dass Förster kurz davor war seine Karriere zu beenden. Schließlich kontaktierte Försters Berater seinen Ex-Klienten Michael Ballack, um diesen nach einem Termin bei Hans-Wilhelm Müller-Wohlfahrt zu fragen. Müller-Wohlfahrt diagnostizierte bei Förster einen Beckenschiefstand, der durch eine Spritzenkur und chiropraktische Behandlung therapiert werden konnte.
Die Saison 2010/11 verlief für Förster ausgesprochen erfolgreich. Bereits zum Jahreswechsel führte er mit 18 Treffern in 17 Spielen die Regionalliga-Torschützenliste an, unter anderem hatte er am 13. Spieltag beim 6:0-Erfolg über den Hamburger SV II fünf Treffer in einem Spiel erzielt. Im DFB-Pokal hatte der Chemnitzer FC in der ersten Runde den Bundesligisten FC St. Pauli mit 1:0 eliminiert. In der darauffolgenden Runde war der Chemnitzer FC kurz davor auch den VfB Stuttgart aus dem Turnier zu werfen. Ein Tor von Förster hatte den CFC mit 1:0 in Führung gebracht, am Ende gewann jedoch der Bundesligist noch mit 3:1 nach Verlängerung. Am vorletzten Spieltag erzielte Förster den Treffer zum 1:0-Sieg über RB Leipzig. Durch diesen Sieg war seine Mannschaft in die dritte Profiliga aufgestiegen. Insgesamt traf Förster in dieser Saison 25 Mal und avancierte damit zum Torschützenkönig. Obwohl Förster eine Ausstiegsklausel in seinem Vertrag festgeschrieben hatte, entschied er sich auch in der Saison 2011/12 für den Chemnitzer FC zu spielen. Mit dem Aufsteiger belegte er in der 3. Liga 2011/12 einen guten neunten Platz, woraufhin der Verein seinen Vertrag bis 2013 verlängerte. Im Sommer 2014 wechselte er zur SV Elversberg und bereits ein Jahr später zum FSV Wacker 90 Nordhausen. In 23 Spielen in der Regionalliga Nordost traf er acht Mal. Außerdem erreichte er mit Nordhausen das Halbfinale im Thüringer Landespokal, das er mit 2:0 gegen den FC Carl Zeiss Jena verlor. Im Sommer 2016 wurde Förster von Energie Cottbus verpflichtet, die zuvor aus der 3. Liga abgestiegen waren. In seiner ersten Saison erzielte er 13 Tore in 29 Ligaspielen. In der nachfolgenden Spielzeit, in der Energie der Wiederaufstieg gelang, wurde er nur noch viermal eingesetzt und schoss zwei Tore. Aufgrund von anhaltenden Verletzungsproblemen erhielt er nicht mehr Spielzeit und verlor dadurch seinen Stammplatz an Streli Mamba, der sehr erfolgreich für Cottbus spielte. Um an Spielpraxis zu gewinnen, wechselte er im Sommer 2018 zum Regionalligisten VSG Altglienicke. Dort erzielte er in 45 Ligapartien 20 Treffer für den Berliner Stadtteilverein. Zwei Jahre später wechselte er dann weiter zum Ligarivalen BFC Dynamo. In neun Spielen erzielte er sechs Tore, ehe die Saison wegen der Corona-Pandemie abgebrochen wurde. 2021 schloss er sich dem ZFC Meuselwitz an. Zur Saison 2022/23 schloss er sich ablösefrei der BSG Wismut Gera in der sechstklassigen Thüringenliga an.

## Erfolge
- Aufstieg in die 3. Liga 2018 mit Energie Cottbus
- Landespokalsieger Brandenburg: 2017, 2018
- Landespokalsieger Berlin: 2020